# Уједињени Арапски Емирати на Светском првенству у атлетици у дворани 2016.
Уједињени Арапски Емирати су учествовали на 16. Светском првенству у атлетици у дворани 2016. одржаном у Портланду од 17. до 20. марта осми пут. Репрезентацију Уједињених Арапских Емирата представљала 1 атлетичарка које се такмичиле у трци на 3.000 метара.,
На овом првенству такмичарка Уједињених Арапских Емирата није освојила ниједну медаљу нити је остварила неки резултат.
У табели успешности према броју и пласману такмичара који су учествовали у финалним такмичењима (првих 8 такмичара) Уједињени Арапски Емирати су са 1 учесником у финалу делили 51. место са освојеним 1 бодом.
| Плас. | Земља | 1. место | 2. место | 3. место | 4. место | 5. место | 6. место | 7. место | 8. место | Бр. финал. | Бод. |
| ----- | ----- | -------- | -------- | -------- | -------- | -------- | -------- | -------- | -------- | ---------- | ---- |
| =51.  | УАЕ   | 0        | 0        | 0        | 0        | 0        | 0        | 0        | 1        | 1          | 1    |

## Учесници
Жене:
- Бетлем Десалин — 3.000 м

## Резултати

### Жене
| Атлетичарка    | Дисциплина | Лични рекорд | Квалификације | Квалификације | Финале   | Финале      | Детаљи |
| Атлетичарка    | Дисциплина | Лични рекорд | Резултат      | Место         | Резултат | Место       | Детаљи |
| -------------- | ---------- | ------------ | ------------- | ------------- | -------- | ----------- | ------ |
| Бетлем Десалин | 3.000 м    | 8:44,59 НР   |               |               | 9:03,30  | 8 / 13 (14) |        |